# کورین مازیرو
کورین مازیرو (فرانسوی: Corinne Masiero‎؛ زادهٔ ۳ فوریهٔ ۱۹۶۴) هنرپیشه اهل کشور فرانسه است. وی زادهٔ شهر دوئه است. شهرت این بازیگر به خاطر بازی در فیلم «Louise Wimmer» است. کورین از سال ۱۹۹۸ میلادی تاکنون مشغول فعالیت بوده‌است. از فیلم‌هایی که وی در آنها نقش داشته‌است می‌توان به زنگار و استخوان، ژرمینال، ۱۱٫۶ اشاره کرد.
او در مراسم جایزه سزار ۲۰۲۱، به نشانه اعتراض و درخواست از دولت فرانسه برای حمایت از فرهنگ در دنیاگیری کووید ۱۹ در مقابل جمع برهنه شد.

## جوایز و افتخارات
- نامزد جایزه سزار به خاطر بازی در فیلم Louise Wimmer- سال ۲۰۱۱